# Харальд II Серая Шкура
Харальд II Серая Шкура (Харальд Серый Плащ; норв. Harald Gråfell; ок. 935 — ок. 970, Лим-фьорд, Дания) — король (конунг) Норвегии (961—970) из династии Хорфагеров, главный герой «Саги о Харальде Серая Шкура» в составе «Круга Земного».

## Биография
Отцом Харальда II Серой Шкуры был король Эйрик I Кровавая Секира, матерью — Гуннхильд Мать Конунгов.
После гибели отца Харальд с матерью и братьями перебрался сначала на Оркнейские острова, а затем в Данию к Харальду I Синезубому, противнику Хакона I Доброго. Датский король воспитал Харальда как собственного сына и всячески помогал ему и остальным сыновьям Эйрика Кровавой Секиры в походах против Хакона. В 961 году Харальд и его братья в очередной раз были разбиты Хоконом, но вскоре тот умер от ран, полученных в бою, и завещал Норвегию сыновьям Эйрика. Харальд, как старший из оставшихся в живых братьев, стал королём, но власть его распространялась только на западные районы. Тронхейм и Викен были ему неподвластны. Харальд и его братья воспользовались раздором между ярлом Сигурдом, правившим в Тронхейме, и его младшим братом Хрётгаром. Тот заманил Сигурда с малою дружиною на пир, во время которого он был убит сыновьями Эйрика Кровавой Секиры. Однако они не смогли удержать Тронхейм и вернулись на юг Норвегии. В Тронхейме стал править Хокон Сигурдссон. Он не платил податей Харальду и его братьям, часто воевал с ними, мстя за отца. Наконец при чьём-то посредничестве они помирились, и Хокон стал править в Тронхейме, как ярл, признав над собой сюзеренитет Харальда.
В последующие годы Харальд вёл войны с другими конунгами и ярлами, в частности, Трюггви Олафссоном и Гудрёдом Бьёрнссоном, а также совершил набег на Бьярмаланд, где взял огромную добычу. В 963 году брат Харальда, Гудрёд Эйрикссон со своим войском напал на Трюггви Олафссона и убил его. После этого Харальду Серой Шкуре удалось подчинить два больших региона — Вингулмарк и Вик.
Через некоторое время Харальд со своим братом Гудрёдом и войском отправился на север, чтобы захватить Тронхейм, а правивший Тронхеймом ярл Хокон Сигурдссон напал на южные земли братьев и убил своего дядю Хрётгара, перебежчика, которому была поручена их оборона. Затем он отправился в Данию, где остановился на зиму у Харальда Синезубого, сына Горма Старого. Тем временем Харальд и Гудрёд без сопротивления захватили Тронхейм. Они собрали там причитавшиеся им налоги и заставили население заплатить большой выкуп. Оставив там править своего брата Эрлинга, они ушли на юг, но вскоре в Тронхейме население подняло мятеж и Эрлинг был убит.
В 970 году Харальд Синезубый пригласил Харальда Серую Шкуру в Данию, обещая дать ему в дар ленные земли, которыми он с братьями владел раньше. Немного поколебавшись, подозревая ловушку, Харальд Серая Шкура отправился в Ютландию с тремя боевыми кораблями и пристал в Лим-фьорде. Узнав об этом, туда приплыл Харальд Синезубый на девяти кораблях, так как он уже собрался куда-то в викингский поход. Между двумя Харальдами произошло сражение. Норвежский король сражался в первых рядах и был убит, а вместе с ним погибло и большинство его людей.